# 共公 (陳)
共公（きょうこう）は、春秋時代の陳の君主（在位:前631年 - 前614年）。穆公の子として生まれた。姓は嬀、名は朔。穆公の後をうけて陳国の君主となった。霊公の父。